# 12 X 5
12 X 5 — другий «американський» альбом англійського рок-гурту «The Rolling Stones», представлений 17 жовтня 1964 року лейблом London Records лише у США. Платівка досягла 3 позиції у чарті «Billboard 200», а сингли «It's All Over Now» і «Time Is on My Side» — 26 і 6 місця хіт-параду «Billboard Hot 100» відповідно. 20 жовтня 1989 року «12 X 5» став «золотим» у США за версією RIAA.

## Список композицій
| Сторона 1 | Сторона 1                                                       | Сторона 1                 | Сторона 1  |
| #         | Назва                                                           | Автор                     | Тривалість |
| --------- | --------------------------------------------------------------- | ------------------------- | ---------- |
| 1.        | «Around and Around» (вперше представлено на Five by Five EP)    | Чак Беррі                 | 3:03       |
| 2.        | «Confessin' the Blues» (вперше представлено на Five by Five EP) | Джей Макшенн, Волтер Брау | 2:46       |
| 3.        | «Empty Heart» (вперше представлено на Five by Five EP)          | Нанкер Фелдж              | 2:35       |
| 4.        | «Time Is on My Side»                                            | Джеррі Раговой            | 2:50       |
| 5.        | «Good Times, Bad Times»                                         | Мік Джаггер, Кіт Річардс  | 2:32       |
| 6.        | «It's All Over Now»                                             | Боббі Вомак, Ширлі Вомак  | 3:27       |

| Сторона 2 | Сторона 2                                                             | Сторона 2                                   | Сторона 2  |
| #         | Назва                                                                 | Автор                                       | Тривалість |
| --------- | --------------------------------------------------------------------- | ------------------------------------------- | ---------- |
| 7.        | «2120 South Michigan Avenue» (вперше представлено на Five by Five EP) | Нанкер Фелдж                                | 2:03       |
| 8.        | «Under the Boardwalk»                                                 | Арті Реснік, Кен Янг                        | 2:48       |
| 9.        | «Congratulations»                                                     | Мік Джаггер, Кіт Річардс                    | 2:28       |
| 10.       | «Grown Up Wrong»                                                      | Мік Джаггер, Кіт Річардс                    | 2:04       |
| 11.       | «If You Need Me» (вперше представлено на Five by Five EP)             | Роберт Бейтман, Вілсон Пікетт               | 2:03       |
| 12.       | «Susie Q»                                                             | Елеанор Бродватер, Стен Льюіс, Дейл Гоккінс | 1:51       |

## Учасники запису

### The Rolling Stones
- Мік Джаггер – вокал, гармоніка, перкусія
- Кіт Річардс – гітара, бек-вокал
- Браян Джонс – гітара, губна гармоніка, бек-вокал
- Чарлі Воттс – ударні
- Білл Ваймен – бас-гітара, бек-вокал

### Додаткові музиканти
- Іан Стеварт – фортепіано, орган